# Stefan Behr
Stefan Behr (ur. 10 kwietnia 1919 w Warszawie, zm. 24 października 1974) – polski kompozytor, pianista.
Studiował w PWSM w Warszawie grę na fortepianie w klasie Jerzego Lefelda (1949, dyplom z odznaczeniem) oraz kompozycję u Tadeusza Szeligowskiego (1959, dyplom z odznaczeniem). Ponadto odbył studia w zakresie filologii polskiej, angielskiej i niemieckiej. Już w czasie studiów pracował jako pianista w PR w zespole Jana Cajmera (1946-48) oraz w charakterze akompaniatora w warszawskim Teatrze Narodowym (1951-53).
Był pierwszym organizatorem redakcji muzycznej działu dziecięcego w TVP. W latach 1954–1974 pracował na stanowisku akompaniatora w Estradzie Kameralnej FN. Pod koniec życia wykładał także w PWSM w Warszawie (1973-74).